# ヒメモノアラガイ
ヒメモノアラガイ（姫物洗貝）学名 Orientogalba ollula は、モノアラガイ科に分類される淡水生の巻貝の一種。北海道南部以南の日本各地や東アジアの池や水田、水路その他の淡水域に普通に生息し、多数個体が群れていることも多い。和名はモノアラガイに似て小型であることに由来する。タイプ産地は香港。

## 形態
殻高12mm前後、殻幅8mm前後の卵型から楕円形で殻口が殻高の六割ほどを占める。螺塔はモノアラガイより高く、体層の膨らみがやや弱い。また殻色は薄黄色～褐色で多少の透明感と艶があるが、生時は灰色の軟体部や軟体部の黒色斑が透けて模様の様に見える上、泥などで汚れている事が多いため全体として黒っぽく見える。軸唇は広いが余り発達せず、捩れはないか、非常に弱い。蓋はない。近似種との識別はモノアラガイも参照のこと。

## 生態
水田、用水路、湿地、ため池など、止水域・半止水域を中心に比較的幅広い環境に生息する。湿地や水田など乾燥することもある場所では、乾燥している間は土の割れ目などに潜り、乾燥をやり過ごす。餌は藻類や水草等を食べる。生息環境の悪化や乾燥などにも強く、分布を広げていたが、近年では都市部やその周辺を中心に更に幅広い環境に適応し、また生息環境も似るサカマキガイとの競合に敗れ、個体数が減少しているとされる。但しモノアラガイと比べると、環境適応力がより強いことなどから、まだまだ個体数は多く、普通に見ることができる。
繁殖は一年に数回、通年行われる。他のモノアラガイ科の種と同様に雌雄同体で、他個体と交尾した後に、寒天質の袋で被われた数個～数十個の卵塊を水草やコンクリート上などに産み付ける。
農林水産省の調査では指標生物の一つとして指定されている。

## 利用
他のモノアラガイ科の貝等と同様、利用される機会は乏しいが、アクアリウムのタンクメイトとして「コケ」（藻類や細菌類が作り出すバイオフィルムのこと）取りに使われたり、ヘイケボタルの幼虫の餌として利用されることもある。これらの場合、大抵本種やハブタエモノアラガイなどが利用されているにもかかわらず、「モノアラガイ」と呼称される。これは多くの場合誤りであるが、外見が似ているため誤りが頻発する。
また、吸虫の一種である肝蛭 ( かんてつ ) の中間宿主であるので、注意が必要である。